# Spodnje Borovlje
Spodnje Borovlje (nemško Unterferlach) je naselje v Občini Bekštanj v Okraju Beljak-dežela na Koroškem v Avstriji.